# لمرد
لَمِرد، روستایی است از توابع بخش یانه‌سر شهرستان بهشهر در استان مازندران ایران.
لمرد دارای مکان‌های گردشگری از جمله چشمه‌هایی همچون میرزلال، سنگ نو، سنگ چشمه، واسر، شفتو و آبشاری به نام شرشری است. مزار لمرد نیز از جمله جاهایی است که بخاطر سنگ قبرهای قدیمی آن دیدنی است.

## جمعیت
این روستا در دهستان عشرستاق قرار دارد و براساس سرشماری مرکز آمار ایران در سال ۱۳۹۵، جمعیت آن ۱۲۲ نفر (۴۱خانوار) بوده‌است. مردم لمرد از قومیت طبری هستند. مردم لمرد به زبان طبری (مازندرانی) سخن می‌گویند.